# São Geraldo do Baixio
São Geraldo do Baixio est une municipalité brésilienne de l'État du Minas Gerais et la microrégion de Governador Valadares.